# Cariblatta imitans
Cariblatta imitans är en kackerlacksart som beskrevs av Morgan Hebard 1916. Cariblatta imitans ingår i släktet Cariblatta och familjen småkackerlackor.
Artens utbredningsområde är Panama. Inga underarter finns listade.